# Gedenkstätte für die Opfer der Euthanasie-Morde
Die Gedenkstätte für die Opfer der Euthanasie-Morde wurde 2012 in Brandenburg an der Havel von der Stiftung Brandenburgische Gedenkstätten als letzter Erinnerungsort der sechs ehemaligen Gasmordanstalten der „Aktion T4“ eröffnet. Am historischen Ort des NS-Krankenmordes beherbergen die Räume des ehemaligen Werkstattgebäudes des Brandenburger Alten Zuchthauses, das den Tarnnamen „Landespflegeanstalt Brandenburg a. H.“  trug, eine Dauerausstellung für die ermordeten „Euthanasie“-Opfer. Angrenzend befand sich die Anstaltsscheune, in der sich eine Gaskammer und zeitweise auch das Krematorium befanden. Ein Archiv und Lernzentrum sind an die Dokumentations- und Bildungseinrichtung angeschlossen.
Zwischen Januar und Oktober 1940 wurden mehr als 9.000 Frauen, Männer und Kinder aus psychiatrischen Krankenhäusern des nord- und mitteldeutschen Raums einschließlich Berlins mit Giftgas ermordet.

## Entwicklung des heutigen Gedenkortes

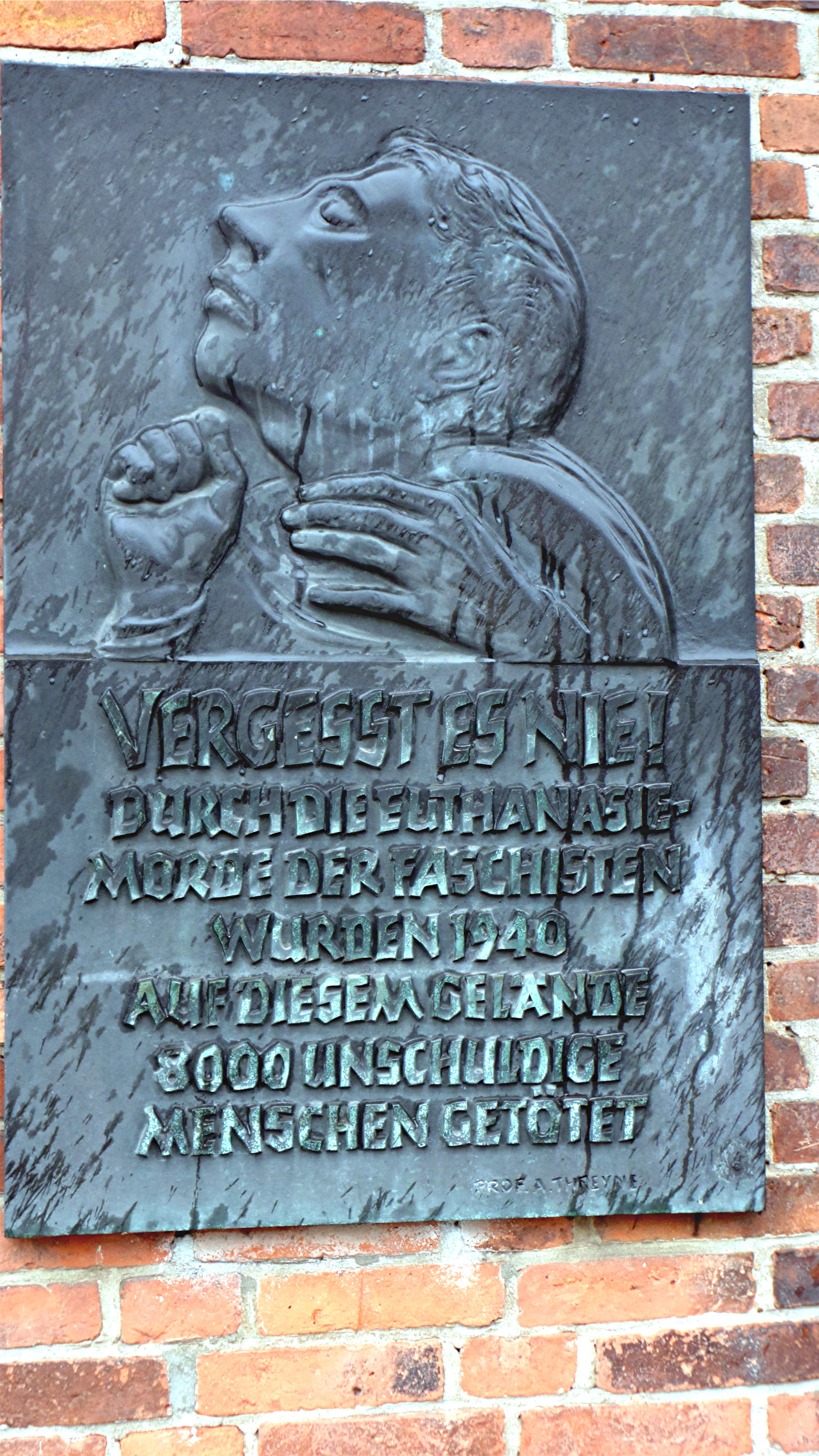
Gedenktafel von Franz Andreas Threyne

Das Gelände des „Alten Zuchthauses“ in der Innenstadt von Brandenburg an der Havel wurde 1939 als die erste von sechs Mordstätten im Rahmen der nationalsozialistischen „Aktion T4“ genutzt. Unter dem Tarnnamen „Landespflegeanstalt Brandenburg a. H.“ erfolgte dort zwischen Januar und Oktober 1940 die systematische Ermordung von Kranken und Menschen mit Behinderungen aus psychiatrischen Krankenhäusern im nord- und mitteldeutschen Raum, einschließlich Berlins, mittels Giftgas.
In den Jahren nach 1945 fanden vereinzelte Gedenkveranstaltungen statt, die an den Ort des Verbrechens erinnerten. Mit dem Abriss von Teilen des kriegsbeschädigten Areals, das ab 1945 von der Stadtverwaltung genutzt und anschließend neu bebaut wurde, gerieten die Verbrechen des Ortes zunehmend in Vergessenheit. Gedenk-Initiativen, die von einzelnen Bürgern organisiert wurden, stießen auf wenig Unterstützung.
Ab 1962 wurde an der Mauer zum Nicolaiplatz eine Gedenktafel des Bildhauers Franz Andreas Threyne mit der Inschrift: „Vergesst es nie! Durch die Euthanasiemorde der Faschisten wurden 1940 auf diesem Gelände 8000 unschuldige Menschen getötet“ angebracht. Die Inschrift spiegelte den damaligen Kenntnisstand über die Zahl der Opfer wider. Zu DDR-Zeiten fanden an diesem Ort ritualisierte Gedenkveranstaltungen für die „Opfer des Faschismus“ statt.
Im Jahr 1993 erhielt die Stiftung Brandenburgische Gedenkstätten den Auftrag, die Dokumentationsstelle Zuchthaus Brandenburg zu etablieren. In Zusammenarbeit mit den Betroffenenverbänden wurde 1997 auf dem sogenannten Alten Zuchthausgelände in der Nähe des Nicolaiplatzes eine „Euthanasie“-Gedenkstätte eingeweiht. Diese Gedenkstätte besteht aus Gedenk- und Informationsstelen, die an die Morde in der Stadt Brandenburg erinnern. Die insgesamt sieben Tafeln wurden im Jahr 2003 inhaltlich aktualisiert.
Im Oktober 2002 berief die Stiftung eine wissenschaftliche Tagung ein, um die vielfältige Geschichte des Ortes zu diskutieren. Die „Euthanasie“-Anstalt Brandenburg war der Ort, an dem zum ersten Mal Menschen mit Giftgas ermordet wurden. Das Ziel bestand darin, eine zentral gelegene Erinnerungsstätte zu schaffen, die die Themenbereiche „NS-Strafjustiz“, „politische Justiz nach 1945“ und „Euthanasie-Verbrechen“ vereint und gleichzeitig voneinander abgrenzt.

## Gelände und Ausstellungen
Die Dauerausstellung der Gedenkstätte wurde 2012 im ehemaligen Werkstattgebäude eröffnet. Die Ausstellungsfläche umfasst 140 m² in zwei miteinander verbundenen Räumen. Diese sind mit grauer Gaze künstlich verdunkelt, sodass der Lichteinfall durch ein einzelnes Fenster in Richtung ehemalige Anstaltsscheune die einzige natürliche Lichtquelle darstellt. Die Verbindung zur nahe gelegenen Gaskammer wird durch eine graue Linie am Boden hergestellt, die als Sichtachse im Ausstellungsraum beginnt und durch das einzige nicht verdunkelte Fenster hinaus zu den etwa 100 Meter entfernten Fundamenten führt. Die Dauerausstellung hebt die Bedeutung der Euthanasie-Mordanstalt als Ort der ersten „Probevergasung“ sowie als Ort des systematischen Massenmords an jüdischen Anstaltspatienten hervor. Außerdem thematisiert die Ausstellung die direkte Verbindungslinie, die von der Tötungsanstalt in Brandenburg zum Genozid an den europäischen Juden führt. Ein Gedenkbuch nennt die Namen von identifizierten Opfern. Anhand von Fotos und Dokumenten aus dem Besitz der Familien werden rund 30 Biografien von Ermordeten nachgezeichnet.

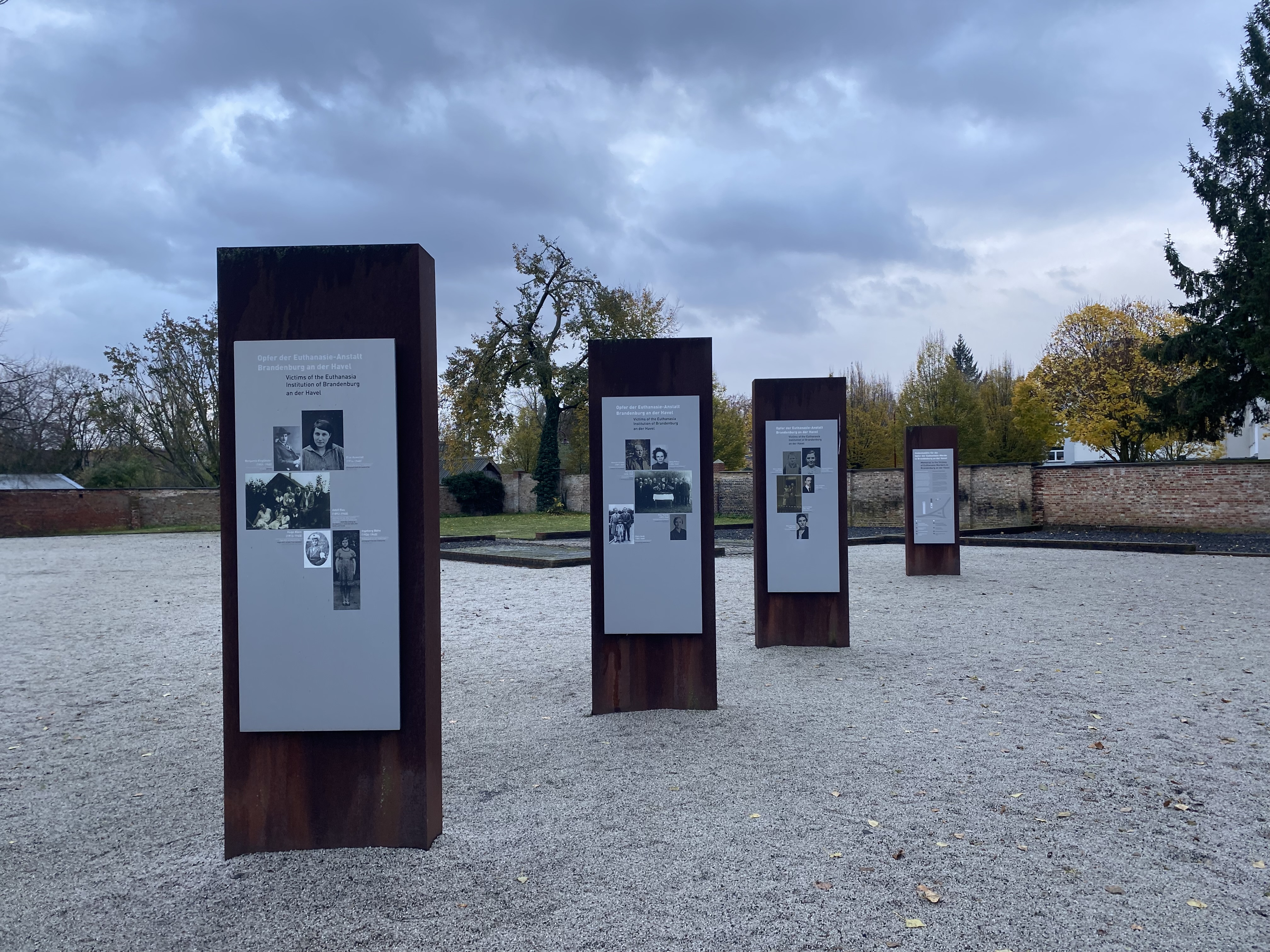
Stelen mit Biografien der Ermordeten
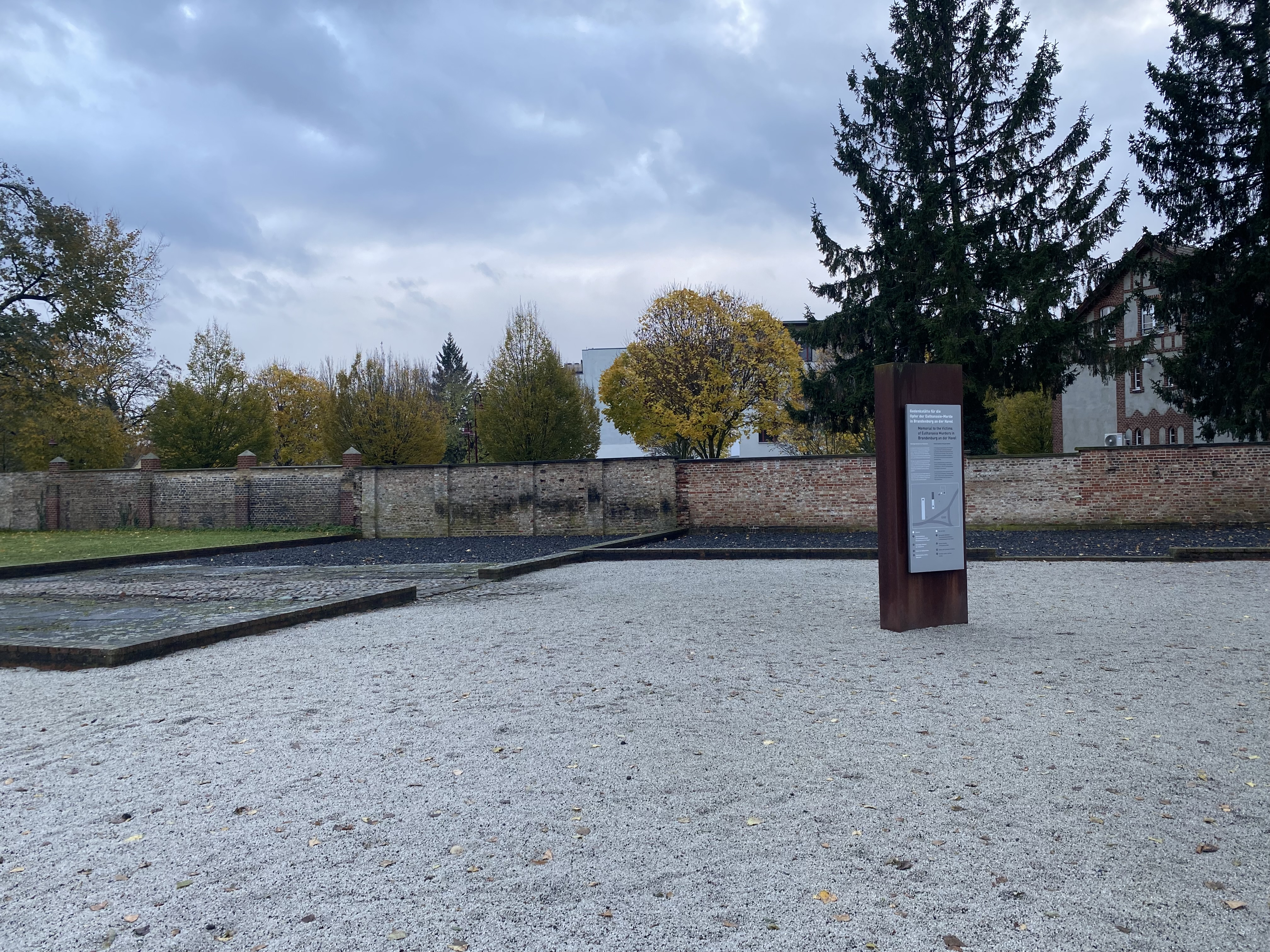
Fundament der ehemaligen Anstaltsscheune
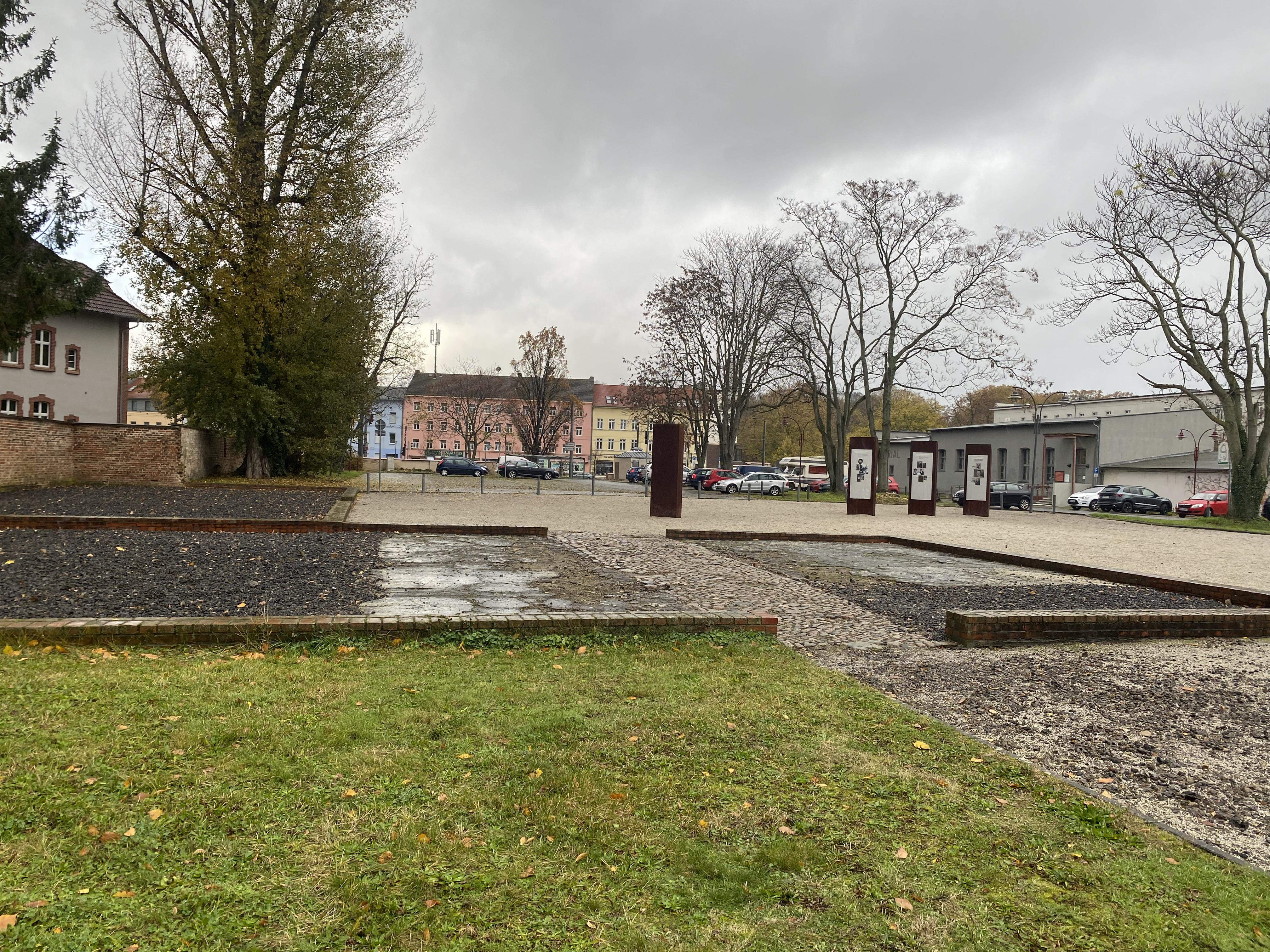
Die ehemalige Anstaltsscheune befand sich in unmittelbarer Nähe des Nicolaiplatz
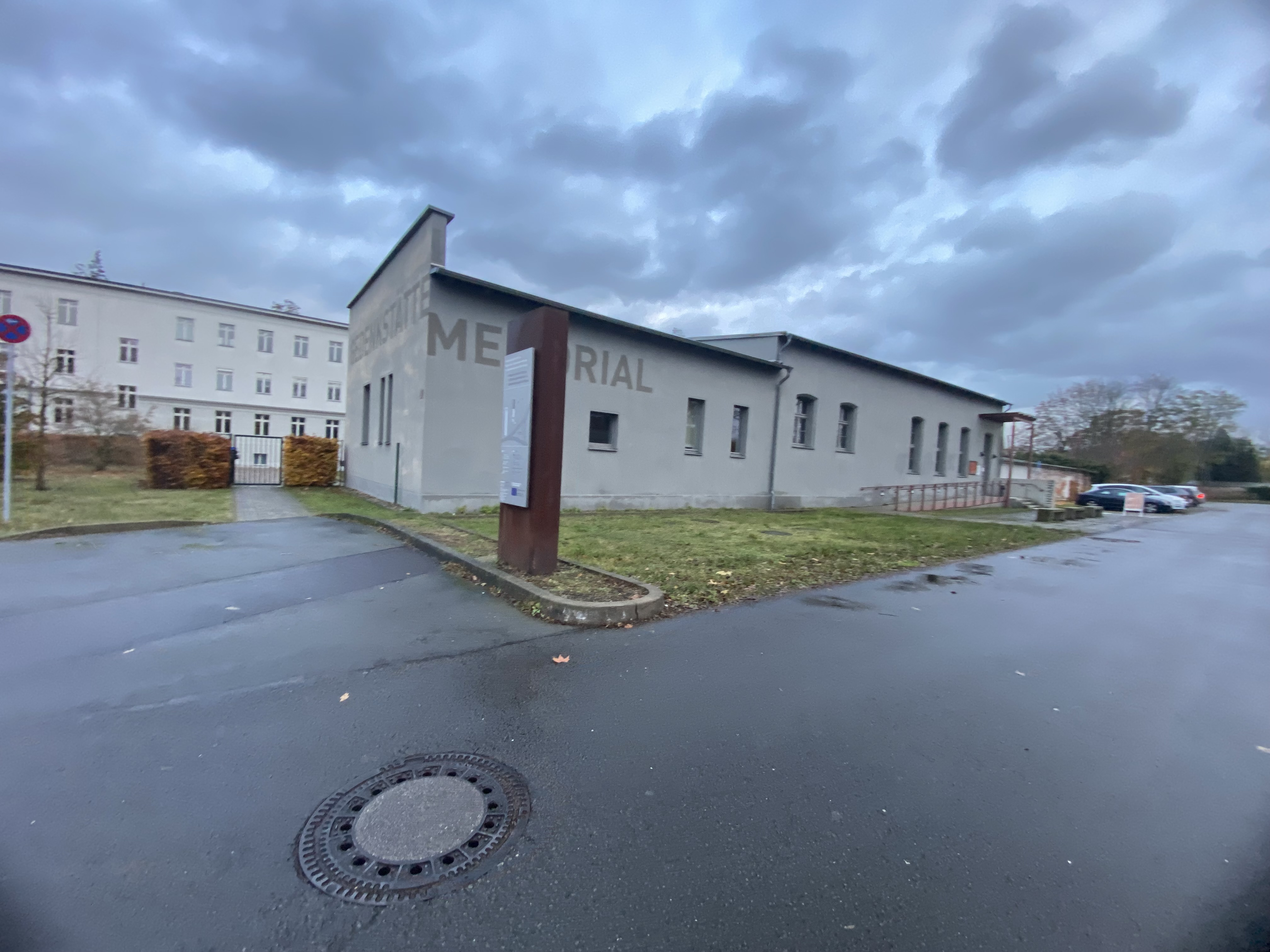
Ehemaliges Werkstattgebäude, im Hintergrund das Alte Zuchthaus

## Historische Zusammenhänge
Bei den sechs nationalsozialistischen Tötungsanstalten handelte es sich um Einrichtungen, die im Rahmen der NS-„Aktion T4“ während des Zweiten Weltkriegs betrieben wurden. Diese Anstalten spielten eine zentrale Rolle in den systematischen Massentötungen von Menschen mit körperlichen und geistigen Behinderungen sowie psychischen Erkrankungen. Die Standorte und Betriebszeiträume der Anstalten waren:
- Tötungsanstalt Brandenburg (Winter 1939/1940–September 1940)
- Tötungsanstalt Grafeneck (Januar 1940–Dezember 1940)
- Tötungsanstalt Bernburg (September 1940–August 1943)
- Tötungsanstalt Hartheim (Mai 1940–Dezember 1944)
- Tötungsanstalt Pirna-Sonnenstein (Juni 1940–Sommer 1942)
- Tötungsanstalt Hadamar (Januar 1941–August 1941 und August 1942–1945)